# Sutton (Dakota del Nord)
Sutton è un census-designated place (CDP) degli Stati Uniti d'America, situato nello Stato del Dakota del Nord, nella contea di Griggs. Secondo il censimento del 2020 gli abitanti di Sutton ammontavano a 17.